# Объект 172
Объект 172 — советский опытный основной боевой танк. Создан в конструкторском бюро Уралвагонзавода. Серийно не производился.

## История создания
Разработка основного танка «Объект 172» была начата 15 августа 1967 года по постановлению ЦК КПСС и Совета Министров СССР. Конструирование велось под руководством Карцева Л.Н. и его заместителя Венедиктова В.Н. Целью работ было создание мобилизационного[уточнить] варианта основного танка Т-64А. Первоначально машина создавалась на базе Т-64А, однако по мере разработки первоначальная конструкция танка была значительно изменена. По плану конструкторского бюро предполагалось внести изменения в ходовую часть танка с использованием решений, применённых на опытных машинах «Объект 167» и других опытных танках, однако данное решение было отвергнуто Министерством оборонной промышленности. Первые опытные образцы были изготовлены в 1968 году. Машины были получены путём переделки основного танка Т-64А. Испытания машин показали крайнюю ненадёжность используемой ходовой части, поэтому работы по «Объекту 172» были свёрнуты и начато создание более совершенной конструкции, целью которой было устранение дефектов базового варианта. Работы получили обозначение «Объект 172М».

## Описание конструкции
Конструкция машины представляла собой модификацию основного танка Т-64А. Основные изменения коснулись силовой установки, а также автомата заряжания.

### Броневой корпус и башня
Корпус изготавливался из сварных броневых деталей. Верхний лобовой лист состоял из комбинированной брони, которая по своим характеристикам обеспечивала защиту эквивалентную 305 мм гомогенной брони от БПС и эквивалентную 450 мм гомогенной брони от КС. По сравнению с Т-64А, на башне была наварена «Грыжа». В башне также применялось комбинированное бронирование. В целом башня обеспечивала защиту эквивалентную гомогенной броне толщиной 400 мм от БПС и 450 мм — от КС в переднем секторе ±30°.

### Вооружение
Основным вооружением танка являлась 125-мм гладкоствольная танковая пушка 2А46. Возимый боекомплект составлял 39 выстрелов. По сравнению с Т-64А в «Объекте 172» использовался автомат заряжания новой конструкции, позволявший перемещение членов экипажа по танку без предварительной подготовки. Кроме того, пополнение боезапаса в автомате заряжания без необходимости разворота башни и помощи механика-водителя. Угол заряжания пушки также был изменён на 2° по сравнению с Т-64А, что обеспечивало меньшую вероятность утыкания ствола при перезарядке.
Дополнительно в «Объект 172» устанавливался спаренный с основным орудием 7,62-мм пулемёт ПКТ с боекомплектом 2000 патронов.

### Двигатель и трансмиссия
На «Объект 172» устанавливался новый дизельный двигатель В-45К, разработанный на Челябинском тракторном заводе. Двигатель развивал максимальную мощность в 730 л.с. при 2000 об./мин. Применение нового двигателя заметно сказалось на улучшении общей надёжности ходовой части и существенном снижении времени простоя при проведении технического обслуживания.
Для переключения передач использовались две бортовые планетарные механические коробки передач, имевшие 7 передних и одну заднюю передачи.

### Ходовая часть
Ходовая часть машины состояла из 6 опорных и 4 поддерживающих катков с каждого борта. Диаметр опорного катка составлял 550 мм. При этом применялась индивидуальная торсионная подвеска. Гусеничный движитель состоял из двух гусеничных лент шириной 540 мм. Каждая лента состояла из 78..79 траков.

## Модификации
- Объект 172М — советский основной боевой танк Т-72 «Урал»;
- Объект 172-2М — советский опытный основной боевой танк «Буйвол»;
- Объект 173 — модификация с большей степенью унификации с Т-64А, основным отличием от «Объекта 172» являлось использование боевого отделения от Т-64А.

## Оценка машины
В ходе оценки полученных результатов испытаний было выяснено, что, по сравнению с Т-64А, «Объект 172» имел улучшения в боевой работе экипажа в целом, уменьшенные простои при техническом обслуживании, а также возможность работы на различных видах топлива. Однако, надёжность системы в гарантийный период была ниже требуемой, основные дефекты и неполадки приходились на ходовую часть машины.

## Сохранившиеся экземпляры
- Единственный сохранившийся экземпляр находится в Бронетанковом музее в Кубинке.